# Campionato mondiale di hockey su prato femminile 1983

## Arbitri
- J. Adams
- Barbel Aichinger
- M. Barr
- Eva Cambal
- M. Chappell
- Brigitte de Vries-Scheeren
- Angeline Ee
- E. Farke
- Jean Field
- Raisa Filimanova
- M. Glover
- Mary Harris

- Pat Hayes
- Margaret Lanning
- Angela Lario
- L. Lawton
- F. Molinari-Westerbring
- Corinne Pritchard
- Jean Robertson
- Loekie Roeg-Rogge
- Heather Scraggs
- L. Sherrill
- Ruth Tong-Trachsler

## Formula
12 squadre sono state inserite inizialmente in due gironi composti da 6 squadre ciascuno, in cui ogni squadra ha affrontato le altre appartenenti allo stesso girone. Le prime due di ogni gruppo si sono qualificate alle semifinali del torneo a eliminazione diretta. Le due vincenti delle semifinali si sono affrontate nella finalissima per la medaglia d'oro, mentre le due perdenti hanno disputato la finale 3º-4º posto, che assegna la medaglia di bronzo.

## Risultati

### Fase preliminare
Le migliori due squadre di ogni gruppo passano alle semifinali.
|  | Qualificate alle semifinali |
|  | Eliminate                   |

#### Gruppo A
| Squadra     | Pt | PG | V | P | S | GF | GS | Diff.za |
| ----------- | -- | -- | - | - | - | -- | -- | ------- |
| Paesi Bassi | 9  | 5  | 4 | 1 | 0 | 7  | 2  | 5       |
| Australia   | 6  | 5  | 2 | 2 | 1 | 10 | 6  | 4       |
| Stati Uniti | 5  | 5  | 2 | 2 | 1 | 6  | 3  | 3       |
| Scozia      | 5  | 5  | 2 | 1 | 2 | 4  | 5  | −1      |
| Galles      | 3  | 5  | 0 | 3 | 2 | 5  | 11 | −6      |
| India       | 1  | 5  | 0 | 1 | 4 | 4  | 9  | −5      |

#### Partite Gruppo A
| Arbitro: | Raisa Filimanova Corinne Pritchard |

|                                        |           |  |
| Anders 27’ Larson-Mason 35’ Morett 53’ | Marcatori |  |

| Kuala Lumpur 10 aprile 1983, ore 09:00 UTC+8 Incontro 2 | Australia                   | 5 – 1 referto | Galles | \| Arbitro: \| Eva Cambal Margaret Lanning \| |
| Arbitro:                                                | Eva Cambal Margaret Lanning |               |        |                                               |

| Arbitro: | Barbel Aichinger Angela Lario |

|                            |           |              |
| Le Poole 15’ Boekhorst 21’ | Marcatori | Chaudhary 8’ |

| Arbitro: | E. Farke Ruth Tong-Trachsler |

|         |           |            |
| Pugh 6’ | Marcatori | Anders 20’ |

| Kuala Lumpur 11 aprile 1983, ore 17:00 UTC+8 Incontro 8 | Scozia              | 0 – 0 referto | Paesi Bassi | \| Arbitro: \| J. Adams Eva Cambal \| |
| Arbitro:                                                | J. Adams Eva Cambal |               |             |                                       |

| Arbitro: | L. Lawton E. Farke |

|                                 |           |                                     |
| Albuquerque 21’ Albuquerque 30’ | Marcatori | Watkins 35’ Denning 66’ Leggatt 70’ |

| Arbitro: | Barbel Aichinger Corinne Pritchard |

|               |           |  |
| Boekhorst 51’ | Marcatori |  |

| Arbitro: | Mary Harris Ruth Tong-Trachsler |

|            |           |               |
| Morgan 25’ | Marcatori | Chaudhary 12’ |

| Arbitro: | M. Chappell Angela Lario |

|            |           |          |
| Pisani 58’ | Marcatori | Young 9’ |

| Arbitro: | E. Farke Raisa Filimanova |

|           |           |            |
| Dobie 49’ | Marcatori | Manley 50’ |

| Arbitro: | Barbel Aichinger M. Chappell |

|  |           |                  |
|  | Marcatori | Larson-Mason 58’ |

| Arbitro: | E. Farke Margaret Lanning |

|               |           |  |
| Boekhorst 57’ | Marcatori |  |

| Arbitro: | E. Farke Ruth Tong-Trachsler |

|                        |           |  |
| Craigie 58’ Macara 66’ | Marcatori |  |

| Arbitro: | Mary Harris Barbel Aichinger |

|             |           |            |
| Denning 51’ | Marcatori | Anders 67’ |

| Arbitro: | Corinne Pritchard Margaret Lanning |

|                                         |           |            |
| Boekhorst 25’ Kaptein 28’ Van Doorn 40’ | Marcatori | Poston 19’ |

#### Gruppo B
| Squadra          | Pt | PG | V | P | S | GF | GS | Diff.za |
| ---------------- | -- | -- | - | - | - | -- | -- | ------- |
| Canada           | 7  | 5  | 3 | 1 | 1 | 10 | 4  | 6       |
| Germania Ovest   | 6  | 5  | 3 | 0 | 2 | 8  | 5  | 3       |
| Inghilterra      | 6  | 5  | 2 | 2 | 1 | 10 | 9  | 1       |
| Nuova Zelanda    | 4  | 5  | 1 | 2 | 2 | 5  | 6  | −1      |
| Argentina        | 4  | 5  | 1 | 2 | 2 | 2  | 4  | −2      |
| Unione Sovietica | 3  | 5  | 1 | 1 | 3 | 3  | 10 | −7      |

#### Partite Gruppo B
| Arbitro: | Heather Scraggs F. Molinari-Westerbring |

|  |           |             |
|  | Marcatori | Alfonso 16’ |

| Arbitro: | M. Barr L. Sherrill |

|                     |           |            |
| Swinnerton-Ions 61’ | Marcatori | Winter 34’ |

| Arbitro: | Pat Hayes Brigitte de Vries-Scheeren |

|          |           |              |
| Monk 12’ | Marcatori | Buzunova 68’ |

| Arbitro: | J. Adams F. Molinari-Westerbring |

|             |           |          |
| Carello 23’ | Marcatori | Hine 42’ |

| Arbitro: | M. Barr Loekie Roeg-Rogge |

|  |           |                     |
|  | Marcatori | Schley 42’ Hahn 49’ |

| Arbitro: | Jean Field Heather Scraggs |

|             |           |                  |
| Forshaw 18’ | Marcatori | Monk 6’ Monk 66’ |

| Arbitro: | F. Molinari-Westerbring L. Sherrill |

|          |           |                          |
| Koch 59’ | Marcatori | Beecroft 31’ Gourlay 70’ |

| Arbitro: | Jean Robertson Heather Scraggs |

|  |           |                |
|  | Marcatori | Krasnikova 18’ |

| Arbitro: | Pat Hayes Loekie Roeg-Rogge |

|                                       |           |                   |
| Swinnerton-Ions 43’ Carr 50’ Hine 59’ | Marcatori | Haig 52’ Haig 69’ |

| Arbitro: | M. Barr Brigitte de Vries-Scheeren |

|  |           |                       |
|  | Marcatori | Stoyka 40’ Stoyka 60’ |

| Arbitro: | J. Adams Angela Lario |

|        |           |  |
| Ott 5’ | Marcatori |  |

| Arbitro: | M. Barr Eva Cambal |

|                |           |                                       |
| Krasnikova 42’ | Marcatori | Hine 40’ Swinnerton-Ions 47’ Carr 69’ |

| Kuala Lumpur 17 aprile 1983, ore 07:30 UTC+8 Incontro 28 | Argentina                                  | 0 – 0 referto | Nuova Zelanda | \| Arbitro: \| Brigitte de Vries-Scheeren Heather Scraggs \| |
| Arbitro:                                                 | Brigitte de Vries-Scheeren Heather Scraggs |               |               |                                                              |

| Arbitro: | F. Molinari-Westerbring L. Lawton |

|                                    |           |                                |
| Ott 25’ Ott 37’ Appel 31’ Koch 38’ | Marcatori | Swinnerton-Ions 34’ Gordon 40’ |

| Arbitro: | M. Glover Loekie Roeg-Rogge |

|                                               |           |  |
| Stoyka 11’ Stoyka 47’ Forshaw 44’ Lambert 61’ | Marcatori |  |

### Classifica dal quinto al dodicesimo posto
|  | Eliminatorie     | Eliminatorie     | Eliminatorie     |                  |           | 9º classificato  | 9º classificato  | 9º classificato  |  |
|  |                  |                  |                  |                  |           |                  |                  |                  |  |
|  | Unione Sovietica | Unione Sovietica | 3                |                  |           |                  |                  |                  |  |
|  | Unione Sovietica | Unione Sovietica | 3                |                  |           |                  |                  |                  |  |
|  | Galles           | Galles           | 0                |                  |           |                  |                  |                  |  |
|  | Galles           | Galles           | 0                |                  | Argentina | Argentina        | 3                |                  |  |
|  |                  |                  |                  |                  | Argentina | Argentina        | 3                |                  |  |
|  |                  |                  | Unione Sovietica | Unione Sovietica | 2         |                  |                  |                  |  |
|  | Argentina        | Argentina        | Unione Sovietica | Unione Sovietica | 2         | 1                |                  |                  |  |
|  | Argentina        | Argentina        |                  |                  |           | 1                |                  |                  |  |
|  | India            | India            | 0                |                  |           | 11º classificato | 11º classificato | 11º classificato |  |
|  | India            | India            | 0                |                  |           |                  |                  |                  |  |
|  |                  |                  |                  |                  |           |                  |                  |                  |  |
|  |                  |                  |                  |                  |           | India            | India            | 2                |  |
|  |                  |                  |                  |                  |           | India            | India            | 2                |  |
|  |                  |                  |                  |                  |           | Galles           | Galles           | 0                |  |

#### Eliminatorie
| Arbitro: | Pat Hayes E. Farke |

|                                            |           |  |
| Krasnikova 22’ Krasnikova 41’ Buzunova 34’ | Marcatori |  |

| Arbitro: | Loekie Roeg-Rogge Jean Robertson |

|             |           |  |
| Alfonso 22’ | Marcatori |  |

#### Undicesimo e dodicesimo posto
| Arbitro: | Angeline Ee Mary Harris |

|                               |           |  |
| Madraswalla 20’ Chaudhary 28’ | Marcatori |  |

#### Nono e decimo
| Arbitro: | L. Sherrill F. Molinari-Westerbring |

|                                     |           |                             |
| Carello 29’ Alfonso 34’ Colombo 39’ | Marcatori | Khajdarova 57’ Buzunova 60’ |

|  | Eliminatorie  | Eliminatorie  | Eliminatorie |             |             | 5º classificato | 5º classificato | 5º classificato |  |
|  |               |               |              |             |             |                 |                 |                 |  |
|  | Stati Uniti   | Stati Uniti   | 2            |             |             |                 |                 |                 |  |
|  | Stati Uniti   | Stati Uniti   | 2            |             |             |                 |                 |                 |  |
|  | Nuova Zelanda | Nuova Zelanda | 1            |             |             |                 |                 |                 |  |
|  | Nuova Zelanda | Nuova Zelanda | 1            |             | Inghilterra | Inghilterra     | 4               |                 |  |
|  |               |               |              |             | Inghilterra | Inghilterra     | 4               |                 |  |
|  |               |               | Stati Uniti  | Stati Uniti | 1           |                 |                 |                 |  |
|  | Inghilterra   | Inghilterra   | Stati Uniti  | Stati Uniti | 1           | 5               |                 |                 |  |
|  | Inghilterra   | Inghilterra   |              |             |             | 5               |                 |                 |  |
|  | Scozia        | Scozia        | 1            |             |             | 7º classificato | 7º classificato | 7º classificato |  |
|  | Scozia        | Scozia        | 1            |             |             |                 |                 |                 |  |
|  |               |               |              |             |             |                 |                 |                 |  |
|  |               |               |              |             |             | Nuova Zelanda   | Nuova Zelanda   | 4               |  |
|  |               |               |              |             |             | Nuova Zelanda   | Nuova Zelanda   | 4               |  |
|  |               |               |              |             |             | Scozia          | Scozia          | 0               |  |

#### Eliminatorie
| Arbitro: | J. Adams Brigitte de Vries-Scheeren |

|                       |           |             |
| Anders 12’ Anders 69’ | Marcatori | Clinton 31’ |

| Arbitro: | Barbel Aichinger Raisa Filimanova |

|                                                                                            |           |              |
| Swinnerton-Ions 1’ Swinnerton-Ions 21’ Swinnerton-Ions 22’ Swinnerton-Ions 36’ Souyave 36’ | Marcatori | Macvicar 25’ |

#### Settimo e ottavo
| Arbitro: | J. Adams Loekie Roeg-Rogge |

|                                          |           |  |
| Monk 6’ Kohere 14’ Kohere 20’ Kohere 46’ | Marcatori |  |

#### Quinto e sesto
| Arbitro: | E. Farke Corinne Pritchard |

|                                                      |           |           |
| Lister 70’ Souyave 71’ Swinnerton-Ions 76’ Sykes 77’ | Marcatori | Anders 8’ |

### Fase a eliminazione diretta

#### Tabellone
|  | Semifinali     | Semifinali     | Semifinali |        |             | Finale          | Finale          | Finale          |  |
|  |                |                |            |        |             |                 |                 |                 |  |
|  | Paesi Bassi    | Paesi Bassi    | 2          |        |             |                 |                 |                 |  |
|  | Paesi Bassi    | Paesi Bassi    | 2          |        |             |                 |                 |                 |  |
|  | Germania Ovest | Germania Ovest | 0          |        |             |                 |                 |                 |  |
|  | Germania Ovest | Germania Ovest | 0          |        | Paesi Bassi | Paesi Bassi     | 4               |                 |  |
|  |                |                |            |        | Paesi Bassi | Paesi Bassi     | 4               |                 |  |
|  |                |                | Canada     | Canada | 2           |                 |                 |                 |  |
|  | Canada         | Canada         | Canada     | Canada | 2           | 0 (8)           |                 |                 |  |
|  | Canada         | Canada         |            |        |             | 0 (8)           |                 |                 |  |
|  | Australia      | Australia      | 0 (5)      |        |             | Finale 3º posto | Finale 3º posto | Finale 3º posto |  |
|  | Australia      | Australia      | 0 (5)      |        |             |                 |                 |                 |  |
|  |                |                |            |        |             |                 |                 |                 |  |
|  |                |                |            |        |             | Australia       | Australia       | 3               |  |
|  |                |                |            |        |             | Australia       | Australia       | 3               |  |
|  |                |                |            |        |             | Germania Ovest  | Germania Ovest  | 1               |  |

#### Semifinali
| Arbitro: | M. Barr Corinne Pritchard |

|                            |           |  |
| Boekhorst 16’ Le Poole 25’ | Marcatori |  |

| Arbitro: | Angela Lario Ruth Tong-Trachsler |

|    |                |    |
| —— | Shootout 8 – 5 | —— |

#### Finale per il terzo posto
| Arbitro: | Margaret Lanning Brigitte de Vries-Scheeren |

|                                      |           |          |
| Denning 1’ Denning 2’ Sunderland 36’ | Marcatori | Koch 36’ |

#### Finale
| Arbitro: | M. Barr Ruth Tong-Trachsler |

|                                                        |           |                          |
| Le Poole 25’ Eijsvogel 50’ Eijsvogel 49’ Eijsvogel 50’ | Marcatori | Forshaw 26’ Creelman 46’ |

| Campione del mondo di Hockey su prato femminile del 1983 |
| -------------------------------------------------------- |
| Paesi Bassi 3º titolo                                    |

## Squadra vincitrice
| Giocatore           | Status       |
| ------------------- | ------------ |
| Alette Pos          | Portiere     |
| Monique Broere      | Portiere     |
| Margriet Zegers     | Giocatrice   |
| Aletta van Manen    | Giocatrice   |
| Marjolein Eijsvogel | Giocatrice   |
| Josephine Boekhorst | Giocatrice   |
| Yvon Hoogeweegen    | Giocatrice   |
| Sandra Le Poole     | Giocatrice   |
| Hillen Elsemieke    | Giocatrice   |
| Marieke Van Doorn   | Giocatrice   |
| Martine Ohr         | Giocatrice   |
| Annelies Kaptein    | Giocatrice   |
| Irene Hendriks      | Giocatrice   |
| Lisette Sevens      | Capitano     |
| Carina Benninga     | Giocatrice   |
| Eveline Kuik        | Giocatrice   |
| Suzanne Nicholson   | Team Manager |

## Statistiche

### Classifica finale
| Classifica | Nazionale        |
| ---------- | ---------------- |
| Oro        | Paesi Bassi      |
| Argento    | Canada           |
| Bronzo     | Australia        |
| 4          | Germania Ovest   |
| 5          | Inghilterra      |
| 6          | Stati Uniti      |
| 7          | Nuova Zelanda    |
| 8          | Scozia           |
| 9          | Argentina        |
| 10         | Unione Sovietica |
| 11         | India            |
| 12         | Galles           |

### Classifica marcatori
| Giocatore            | Nazionale        | Reti |
| -------------------- | ---------------- | ---- |
| Jane Swinnerton-Ions | Inghilterra      | 9    |
| Beth Anders          | Stati Uniti      | 6    |
| Fieke Boekhorst      | Paesi Bassi      | 5    |
| Lesley Monk          | Nuova Zelanda    | 4    |
| Natella Krasnikova   | Unione Sovietica | 4    |
| Elspeth Denning      | Australia        | 4    |
| Darlene Stoyka       | Canada           | 4    |

Fonte.

## Premi individuali
| Capocannoniere       |
| -------------------- |
| Jane Swinnerton-Ions |